# Spoorlijn Dakar - Niger

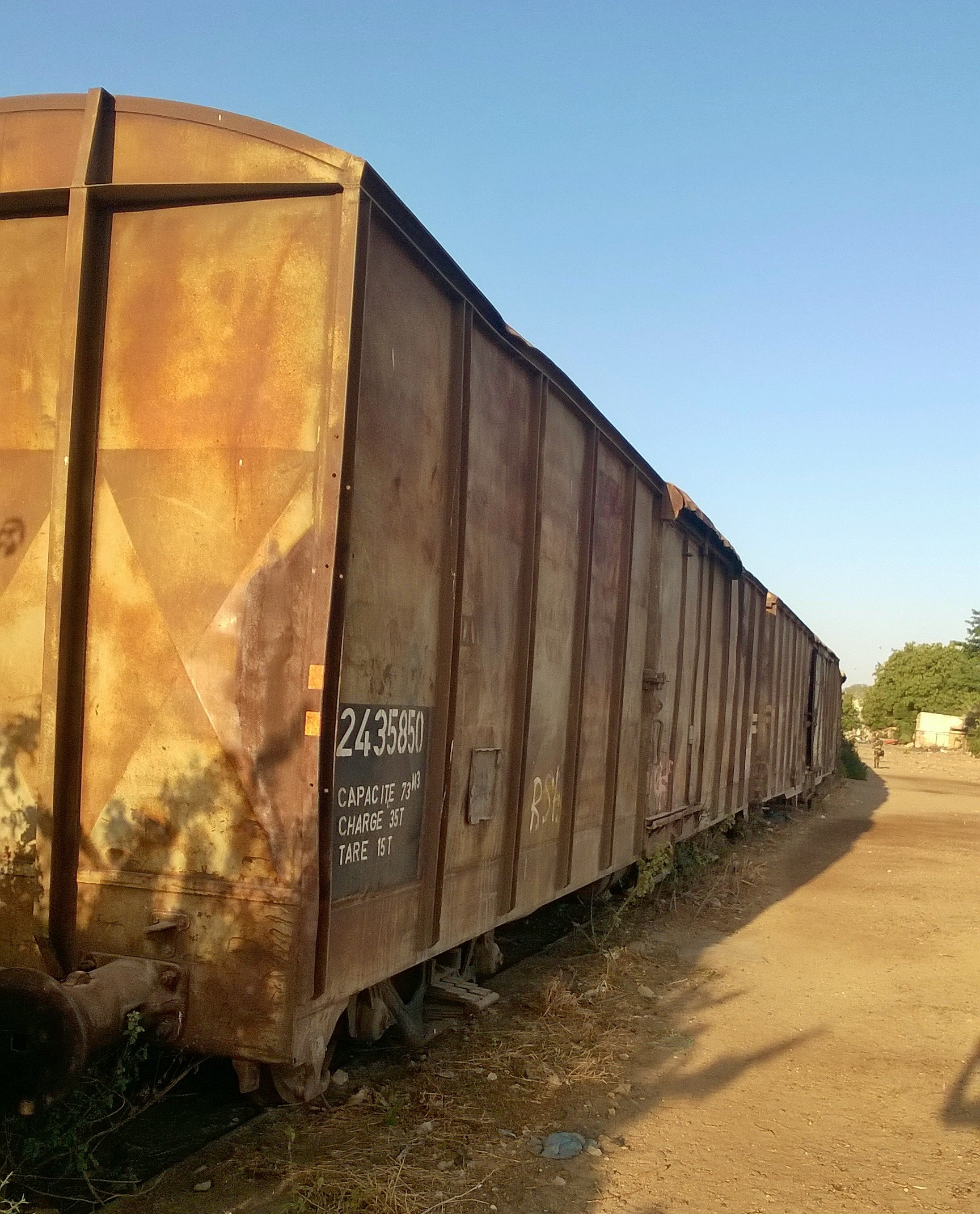
Verlaten goederenwagon

De spoorlijn Dakar - Niger (Frans: Chemin de fer Dakar-Niger) is een 1.289 km lange spoorlijn die de havenstad Dakar in Senegal verbindt met Koulikoro in Mali, een rivierhaven op de Niger. Met de bouw van deze spoorlijn werd al begonnen aan het einde van de 19e eeuw, maar het hele traject was pas klaar in 1924. De spoorweg was een economische levenslijn voor de steden in het binnenland van Senegal en Mali. Door wanbeheer is de spoorlijn sinds 2010 onderbroken voor passagiersverkeer en sinds 2018 ook voor vrachtverkeer.

## Plannen

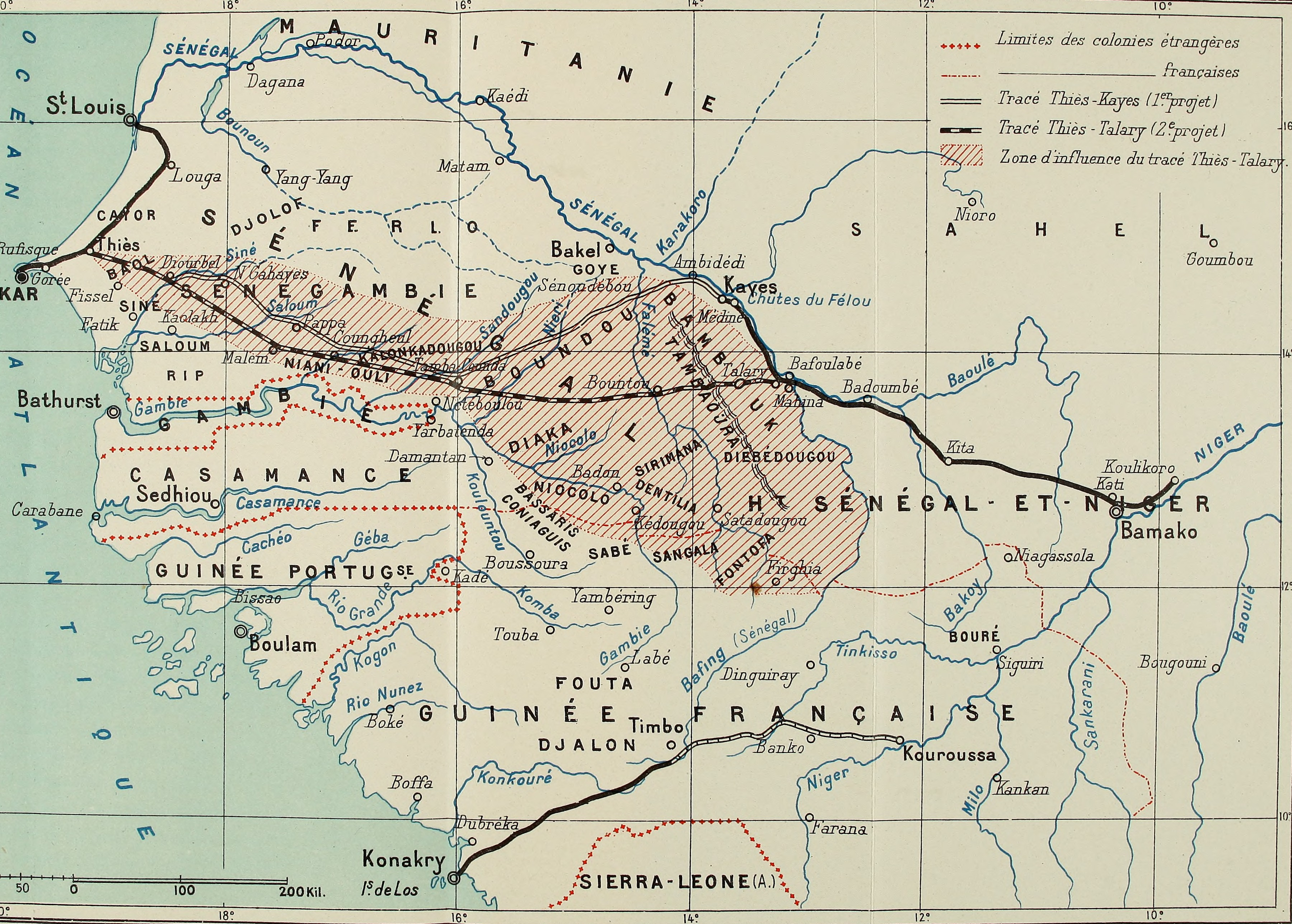
Kaart uit 1908 met twee geplande routes voor het centrale gedeelte van de spoorlijn. Er werd gekozen voor het traject via Kayes.

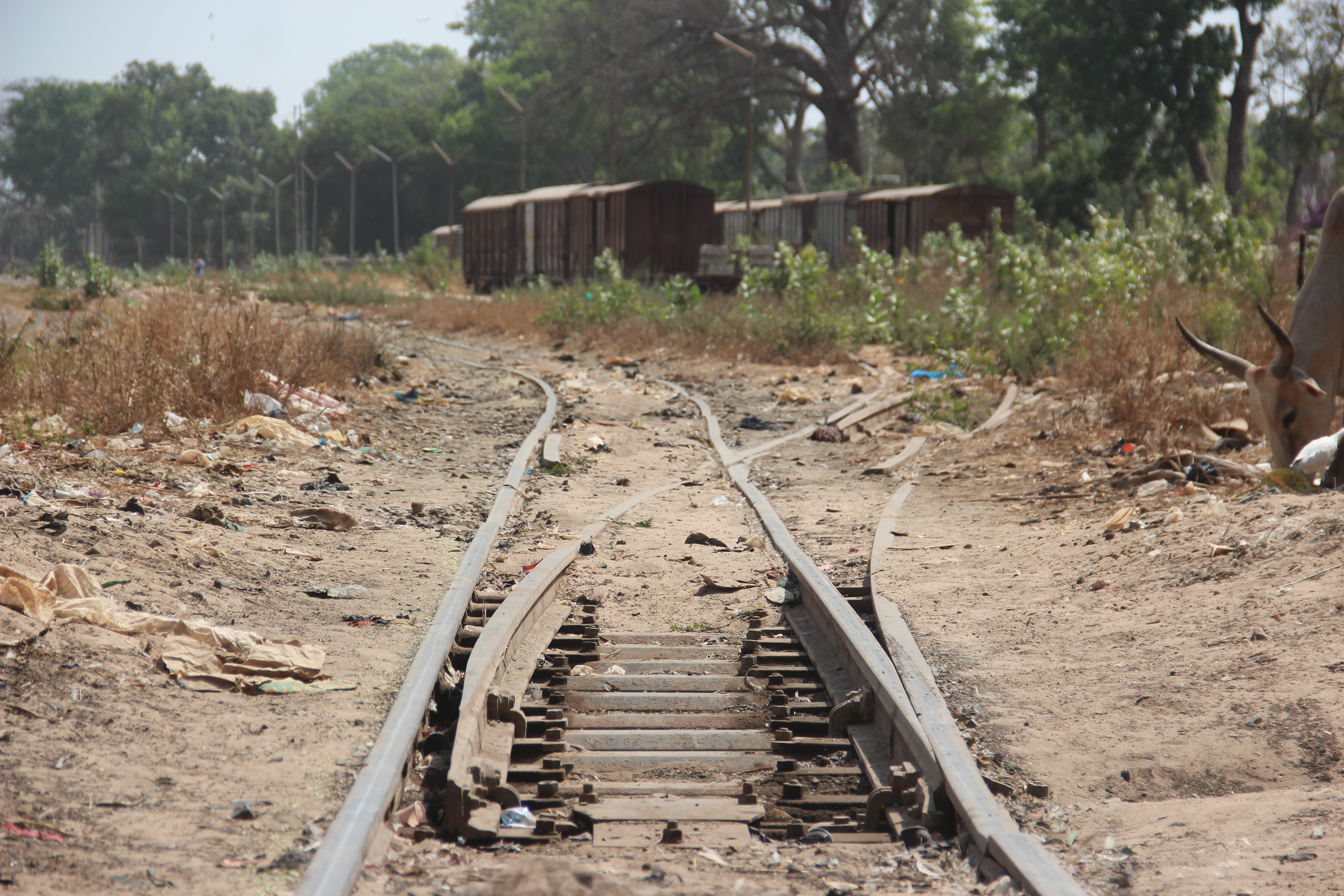
Spoorlijn bij Thiès

Het plan voor de spoorlijn Dakar - Niger werd eind 19e eeuw uitgewerkt door de Franse generaal Joseph Gallieni. Bedoeling was de zeehaven van Dakar te verbinden met de rivier Niger. Vanaf de rivierhaven van Koulikoro kon via de Niger oostwaarts gevaren worden tot de stad Gao. Dit zou toelaten grondstoffen en landbouwproducten (toen vooral aardnoten en katoen) uit het binnenland van Frans-Soedan te vervoeren naar Dakar en zo naar Frankrijk. Maar de spoorlijn had ook een militair en strategisch doel. Ze zou toelaten om gemakkelijk koloniale troepen te vervoeren naar het binnenland van Frans-Soedan en zo de heerschappij van Frankrijk in dit gebied bestendigen.

## Bouw
Op 24 februari 1881 stelde het Franse parlement de nodige fondsen voor dit project beschikbaar. Tot 1899 was de bouw voornamelijk een militaire aangelegenheid, daarna werd de Régie des Chemins de fer de l’Afrique de l’Ouest de beheerder van de spoorlijn. Het meest oostelijke traject tussen Koulikoro en Kayes was klaar in 1904. Kayes, destijds met circa 12.000 inwoners, was gekozen omdat vanuit die plaats via de rivier Sénégal toch ook al een verbinding werd verkregen met de haven van Saint-Louis. Kayes was de eerste plaats aan de Sénégal van waaruit per schip zonder al te veel hindernissen de havenstad kon worden bereikt; de bovenloop stond vaak droog of was juist door regenval onbevaarbaar. Beneden Kayes was de rivier ook nog moeilijk bevaarbaar; eigenlijk stond er alleen in augustus en september (de regentijd) genoeg water om serieuze scheepvaart mogelijk te maken.
In het uiterste westen zou de spoorlijn, die een korter traject kent dan de rivier een verbinding krijgen met de Spoorlijn Dakar – Saint Louis, een weinig rendabele korte lijn; een startpunt binnen de Trans-Saharische Spoorlijn. Het kruispunt kwam in Thiès. Rond 1906/1907 werd begroot dat het deel tussen Kayes en Thiès (672 kilometer) in totaal 44 miljoen Franse franken zou gaan kosten. Er werd voorgesteld aan beide kanten te beginnen op de trajecten Thiès naar Gaye (N'Gahayes) in het westen en Kayes naar Ambibédi in het oosten. Tegelijkertijd werd gekeken of de Sénégal ter plaatse uitgebaggerd kon worden. De opening van het gehele traject zou op de grens van 1923/1924 plaatsvinden.

## Exploitatie
Op haar hoogtepunt, in 1946, waren 478 Europeanen en 17.455 Afrikanen tewerkgesteld op de spoorweg. Op het traject waren 36 stations waaronder Thiès in Senegal en Bamako in Mali. In 1960 werden Senegal en Mali twee onafhankelijke staten. De Régie des Chemins de fer de l’Afrique de l’Ouest werd opgesplitst in de Régie sénégalaise en de Régie des chemins de fer du Mali (RCFM). Na de onafhankelijkheid bleef de spoorlijn verkeerstechnisch belangrijk voor beide landen.

### Sociale conflicten
Tijdens de koloniale periode vonden er regelmatig stakingen plaats bij het Afrikaanse spoorwegpersoneel. De bouw en exploitatie van de spoorlijn heeft geleid tot het ontstaan van syndicale organisaties maar heeft ook bijgedragen aan de onafhankelijkheidsbeweging in Senegal en Mali.
Op 1 januari 1924, nog voor de spoorlijn volledig was afgewerkt, brak een eerste staking uit. De stakers waren veelal zwarte ex-militairen die tijdens de Eerste Wereldoorlog in Frankrijk hadden gediend en daar kennis hadden gemaakt met de syndicale beweging en de rechten en vrijheden in Europa. In september 1938 brak er een staking uit in de werkplaatsen in Thiès, die bloedig werd onderdrukt. In 1947 was er een staking die meer dan vijf maanden voortsleepte. De Afrikaanse werknemers eisten hetzelfde loon als de Franse werknemers. Vakbondsleider Ibrahima Sarr werd gevangen gezet en de stakers werden ontslagen. Uiteindelijk bekwamen de stakers in maart 1948 een loonsverhoging van 20%.

## Neergang en sluiting
Sinds de inhuldiging werd de spoorlijn nooit gemoderniseerd. Bepaalde trajecten werden bijna onberijdbaar en veel van de gebruikte locomotieven vielen uit. In 2003 beslisten Senegal en Mali om een globale concessie voor het herstel, onderhoud en exploitatie te verlenen aan de Frans-Canadese firma Transrail. Vervolgens werd het minder rendabele passagiersvervoer opgeofferd voor het goederenvervoer. In eerste instantie werden 26 van de 36 stations gesloten en in 2010 werd het passagiersvervoer helemaal opgeschort. In 2015 stelden Senegal en Mali vroegtijdig een einde aan de exploitatieovereenkomst die voor 25 jaar was afgesloten. Beide landen richtten Dakar-Bamako ferroviaire (DBF) op voor het beheer en de exploitatie van de spoorlijn. Bedoeling was om snel het treinverkeer tussen Dakar en Bamako te herstellen. In 2018 moest echter ook het vrachtvervoer op de spoorlijn worden onderbroken. Op dat moment werkten er nog maar 1.200 mensen voor de spoorwegmaatschappij.
Lokaal zijn in Senegal en Mali wel nog stukken van de spoorlijn in gebruik.

### Mogelijke heropstart

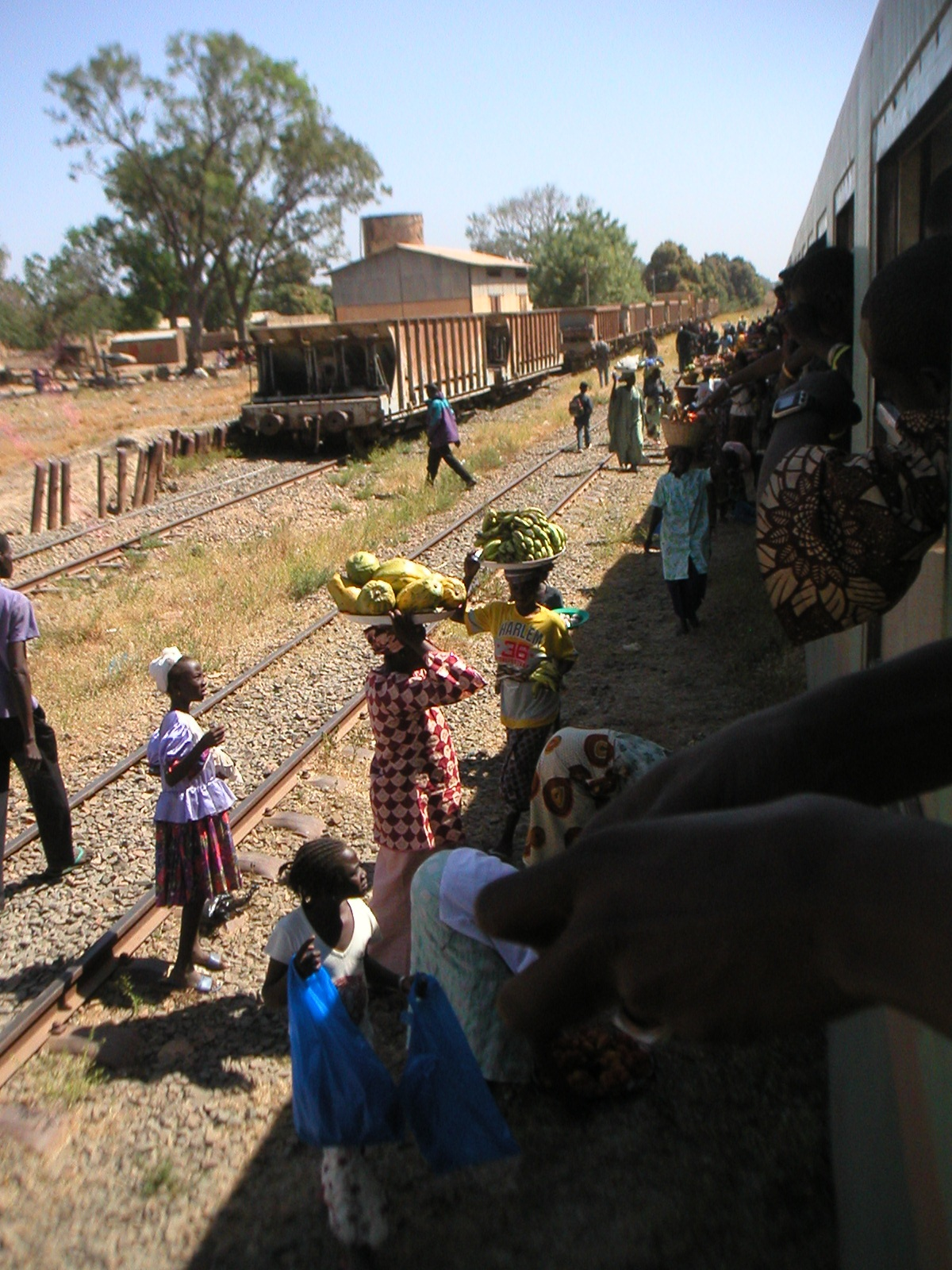
Informele economie langs de spoorlijn

In 2020 kondigde de Malinese regering aan dat 9,87 miljard CFA-frank (ongeveer 14,2 miljoen euro) zou werden vrijgemaakt voor het herstel van het traject tussen Bamako en Diboli op de grens met Senegal. Hiermee zou 586 km aan sporen, 19 treinstations en depots en werkplaatsen worden hersteld en locomotieven en onderhoudsmateriaal worden aangeschaft. In 2022 kondigde de Senegalese regering aan het traject Dakar - Thiès - Tambacounda te herstellen.

### Gevolgen
Het wegvallen van het spoorverkeer op de spoorlijn Dakar - Niger heeft zeer zware economische gevolgen. De haven van Dakar verloor hierdoor 20% van haar goederentransport en een concurrentieel voordeel ten opzichte van andere West-Afrikaanse havens als Abidjan, Lomé, Tema of San-Pédro. Voor de steden en gemeenten met een station in het binnenland betekende dit een economische ramp. Het leidde tot algemene verarming en een exodus uit deze landelijke gebieden.